# Don Grierson (hockey sur glace)
Pour les articles homonymes, voir Grierson.
Donald James Grierson, né le 16 juin 1947 à Toronto en Ontario, est un joueur professionnel de hockey sur glace qui évolua au poste d'ailier droit dans l'Association mondiale de hockey avec les Aeros de Houston.
Il fut repêché  dans la Ligue nationale de hockey par les Canadiens de Montréal en 3e ronde, 23e au total, du repêchage amateur de la LNH 1968. Il ne joua cependant jamais dans la LNH.